# Гладков, Николай Александрович
Никола́й Алекса́ндрович Гладко́в (1826—1892, Москва) — российский юрист, правовед, судья.

## Биография
Происходил из дворянской семьи Гладковых. Родился в Саратове 23 июля (4 августа) 1826 года.
Получив начальное домашнее образование, поступил в 1845 году на медицинский, а в 1846 году перешёл на юридический факультет Московского университета. В 1848 году во время посещения университета министром С. С. Уваровым Гладков выразил желание прочесть перед ним своё рассуждение: «О призрении в России». Окончил университет в 1849 году первым кандидатом, получив серебряную медаль за сочинение: «Об эмфитевтическом праве» и 29 сентября того же года (по другому источнику — в феврале 1850 года) был назначен исполняющим должность профессора энциклопедии законоведения, государственных законов и учреждений, законов казенного управления и финансов в Демидовском лицее.
В 1855 году был утверждён директором Ярославского тюремного комитета, а в следующем году — секретарём Ярославского общества сельского хозяйства. Кроме того, он нёс обязанности делопроизводителя Ярославского комитета по усовершенствованию и развитию льняной промышленности и заведующего делами Комитета для содействия сельскохозяйственной выставке, устроенной Вольным экономическим обществом, и Комитета по устройству 4-й очередной сельскохозяйственной выставки (1860) губерний Костромской, Владимирской, Тверской, Вологодской и Ярославской.
В декабре 1855 года защитил в Москве на степень магистра гражданского права диссертацию: «О влиянии общественного состояния частных лиц на право поземельной их собственности по началам древнего Российского законодательства» (Москва, 1855) и в мае 1856 года занял в лицее кафедру, которую занимал до 1861 года.
Оставив лицей, служил в Министерстве государственных имуществ и в Ярославской временной комиссии по крестьянским делам. В качестве секретаря этой комиссии, преобразованной затем в губернское по крестьянским делам присутствие, он принимал участие в введении в 1864 году земских учреждений в губернии. В 1865 году был назначен членом от правительства на мировых съездах Ярославской губернии. Перейдя затем на службу в Министерство юстиции, Гладков был членом Ярославского окружного суда (1866—1872) и четыре раза избирался почётным мировым судьёй Даниловского судебного округа и три раза — Ярославского судебного округа. В 1871 году был произведён в действительные статские советники, а в 1872 году назначен членом Московской судебной палаты и занимал эту должность до самой смерти.
Награждён орденами Св. Владимира 3-й степени, Св. Станислава 1-й степени и Св. Анны 2-й степени, а также имел серебряную медаль за труды по освобождению крестьян.
Женат был на вдове генерала Елизавете Дмитриевне Коровкиной, урождённой Шубиной.
Умер 3 (15) сентября 1882  года в Москве. Похоронен в Даниловом монастыре.

## Сочинения
- О государственном лесном хозяйстве. — Ярославль, 1850.
- Обозрение пятидесятилетнего существования Демидовского лицея … — Ярославль: Тип. Губ. правл., 1853. — 53 с.
- О влиянии общественного состояния частных лиц на право поземельной их собственности по началам древнего Российского законодательства. — М., 1855.
- О вольнонаемном труде вообще и в северных губерниях в особенности // Записки Ярославского общества сельского хозяйства. — 1860.
- Выставка сельских произведений. 4-я. Описание 4-й очередной выставки сельских произведений для губерний Костромской, Владимирской, Тверской, Вологодской и Ярославской … — Ярославль, 1861. — 53 с.
- Труды Ярославского статистического комитета // Замечания об охоте в Ярославской губернии. — 1868. — Вып. 4. — С. 109—165.